# Piplärkan 1

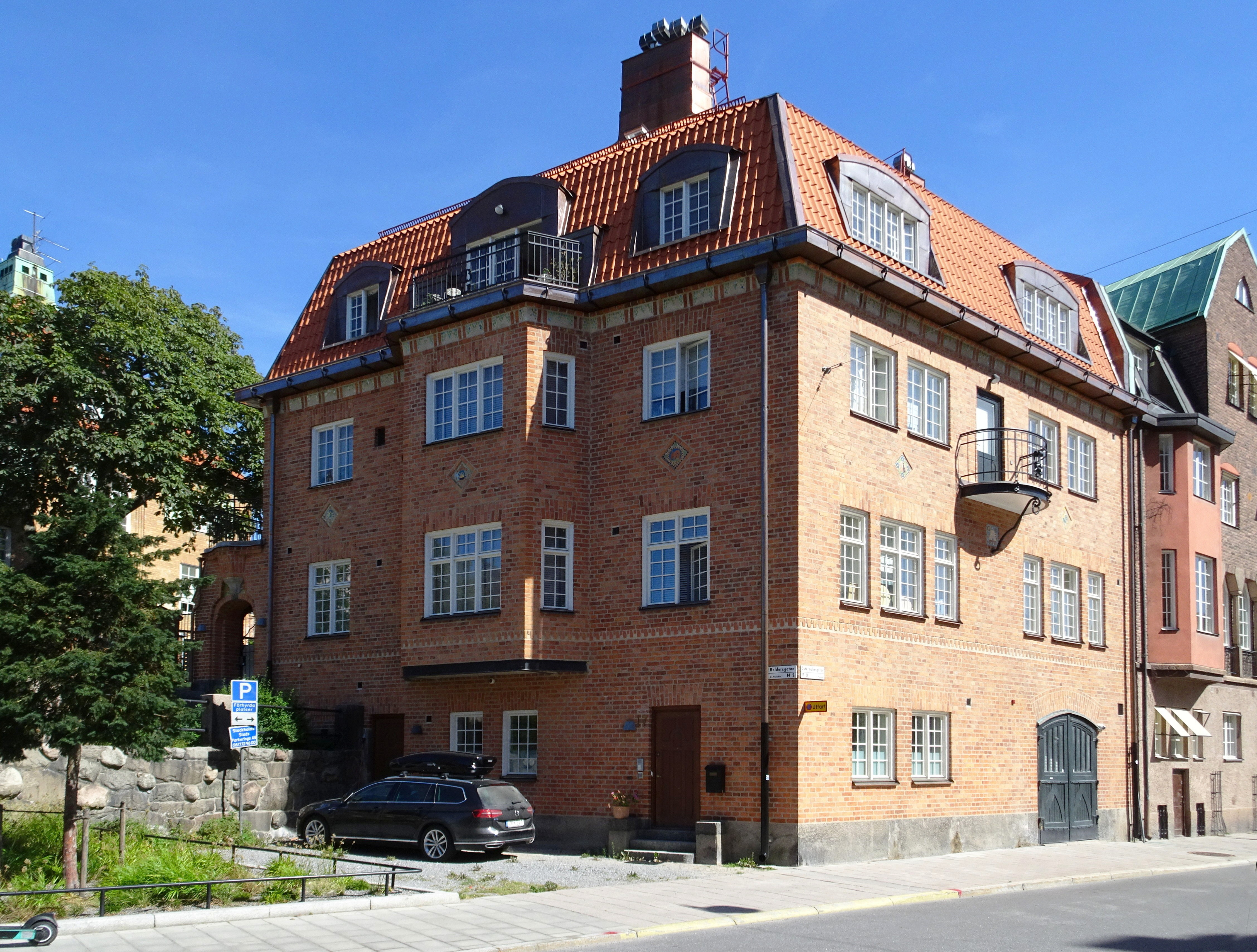
Piplärkan 1, vy från sydväst, augusti 2022.

Piplärkan 1 är en kulturhistoriskt värdefull fastighet i kvarteret Piplärkan i Lärkstaden på Östermalm i Stockholm. Den ursprungliga stadsvillan i hörnet Östermalmsgatan 17 / Baldersgatan 2 uppfördes 1910–1911 av byggmästare Ivar Nyqvist efter ritningar av arkitekt Fredrik Falkenberg. Fastigheten är grönmärkt av Stadsmuseet i Stockholm, det innebär "särskilt värdefull från historisk, kulturhistorisk, miljömässig eller konstnärlig synpunkt".

## Bakgrund

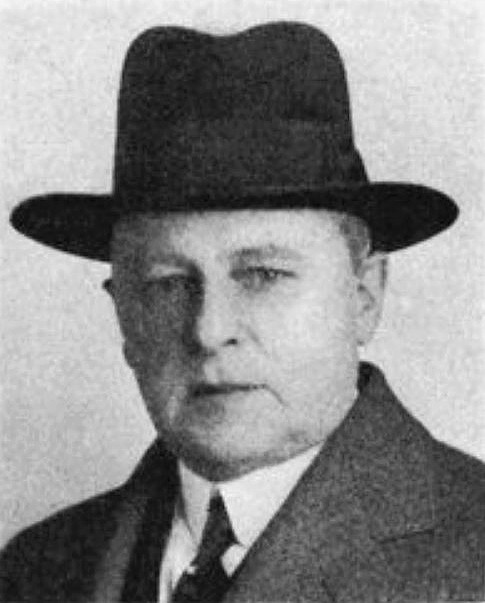
Byggherren Boberg.

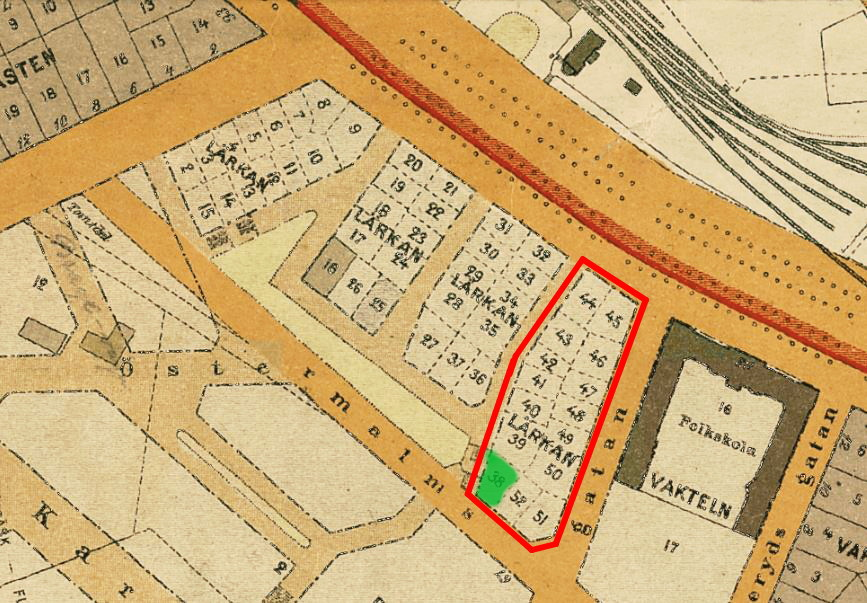
Kvarteret Lärkan 1909, tomt nr 38.

Enligt samtida tidningsartiklar i Svenska Dagbladet var intresset stort bland den välbeställda borgarklassen att köpa en fastighet i kvarteret Lärkan och bygga sig en stadsvilla där. Att uppföra ”sammanbyggda enfamiljshus” var något nytt i Stockholm och kan ses som ett experiment och en tidig form av radhus som stadsplanearkitekten Per Olof Hallman ville pröva här. Han förvärvade själv en tomt i Lärkan och byggde 1909 sin stadsvilla på Sånglärkan 6. I februari 1909 började Stockholms stad försäljningen och i december 1912 var samtliga 51 tomter i kvarteret Lärkan (nr 2–52, nr 1 fanns inte) sålda.
Bland köparna fanns arkitekten Fredrik Falkenberg som i januari 1910 förvärvade tomt nr 38 (sedermera namnändrad till Piplärkan 1). Fastigheten omfattade en areal om 380,6 kvadratmeter ”å fri och egen grund”. Tomt nr 38 låg där marken kraftig sluttade från Baldersgatan och Friggagatan ner till Östermalmsgatan och gränsade mot den allmänna stentrappan som går mellan kvarteret och parken Balders hage. Till egendomen hörde även mark för en mindre trädgård som husägaren kunde anlägga i anslutning norr om byggrätten.
Det var vanligt att byggmästare eller arkitekter köpte tomter i Lärkan som sedan, tillsammans med det färdiga huset, såldes till byggherren vilken i detta fall var Emil Boberg (1867–1941). Boberg var verkställande direktör i Hasse W. Tullbergs tryckeri, vars nya förlagshus vid Kungsbroplan 3 just ritats av  arkitekt Fredrik Falkenberg. Det var Falkenberg som även kom att gestalta Bobergs stadsvilla på Piplärkan 1.

## Byggnadsbeskrivning

### Exteriör
Piplärkan uppfördes i tre våningar mot Östermalmsgatan och Balders hage och, på grund av sluttningen, i två våningar mot trädgårdssidan. På vinden anordnades en fjärde helt utbyggd våning. Fasaderna består av delvis mönstermurat, fogstruket rött tegel med en tegelbård mellan bottenvåning och våning en trappa. Mellan fönstren på våning en trappa och två trappor finns utsmyckningar i form av stående kvadrater med inläggningar av glaserad polykrom keramik. De visar olika djurmotiv såsom två fåglar som matar sina ungar, en påfågel, en tupp, en tjur och en katt tillsammans med en hund. Under takfoten löper en fris med florala motiv. Stilen är den för området typiska nationalromantiken.

Fasadutsmyckningar
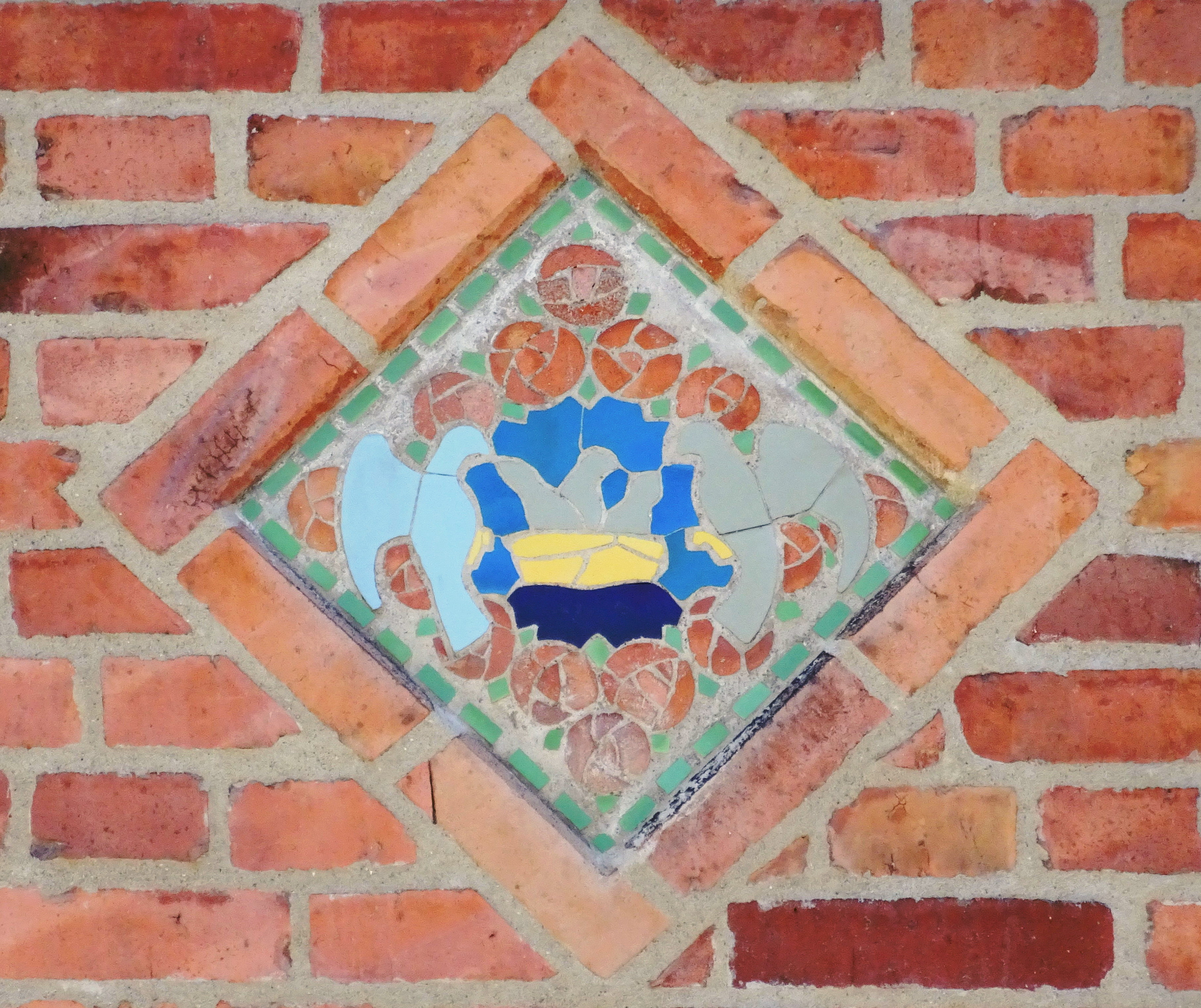
Matande fåglar.
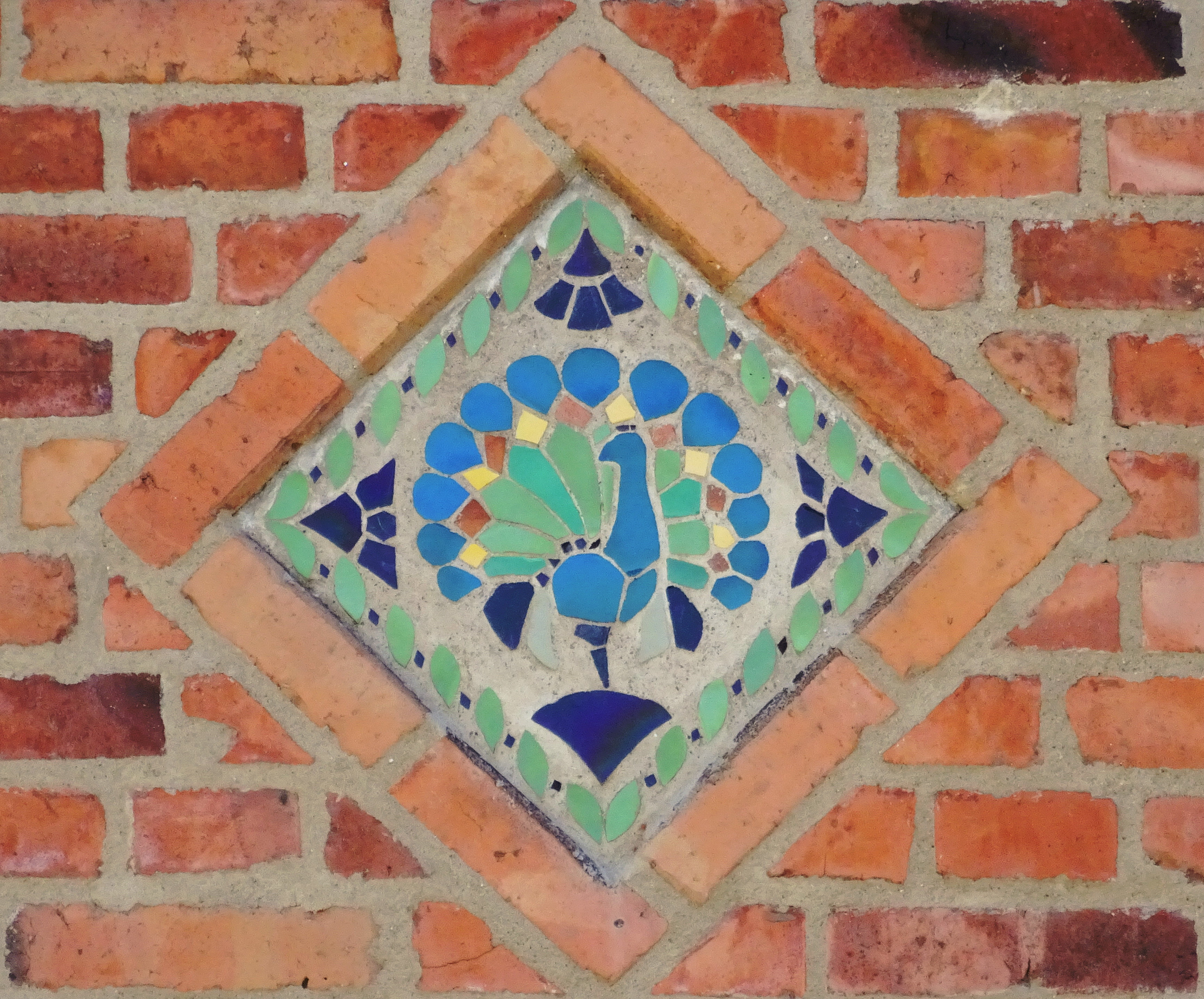
En påfågel.
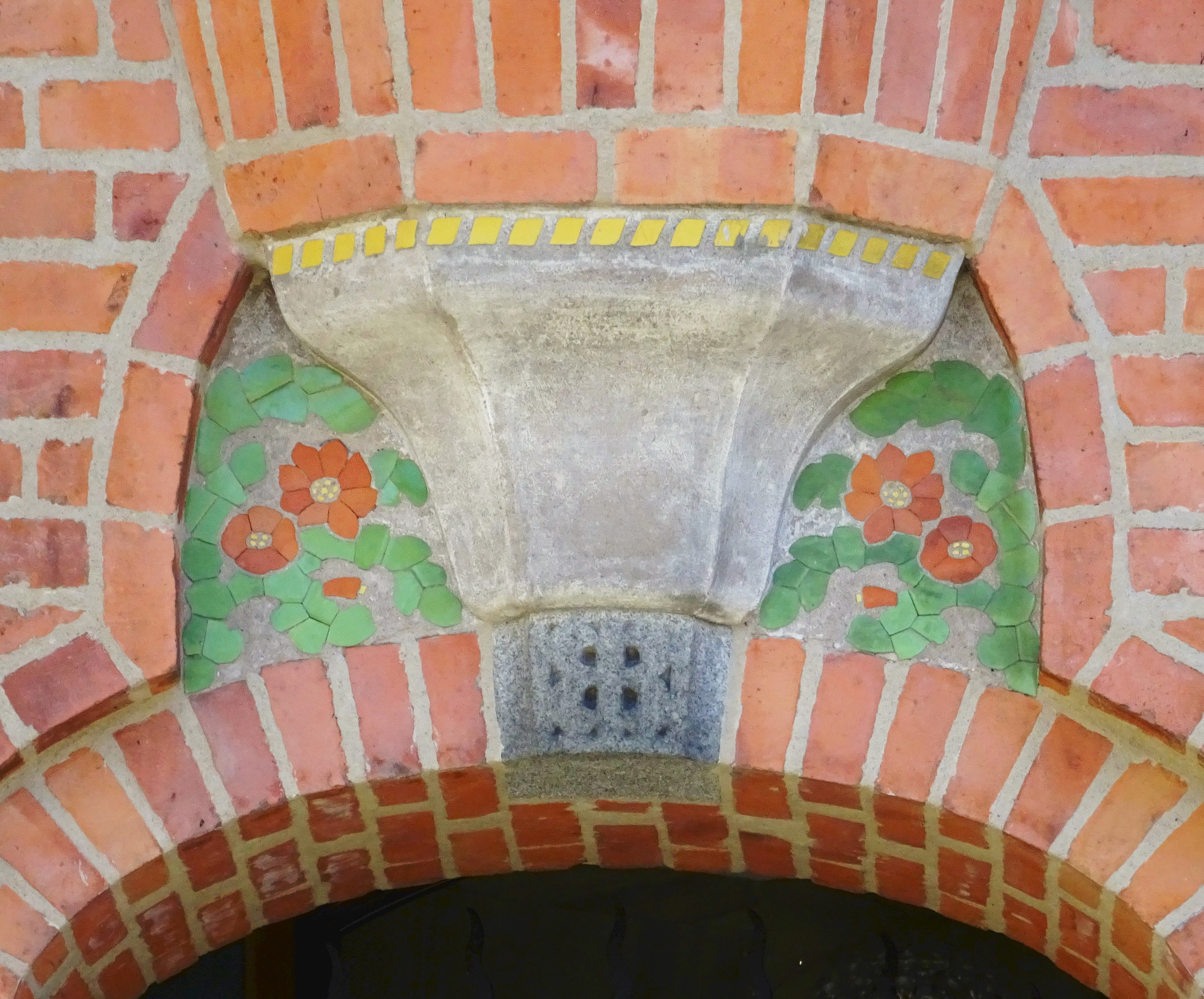
Slutstenen i portalvalvet.
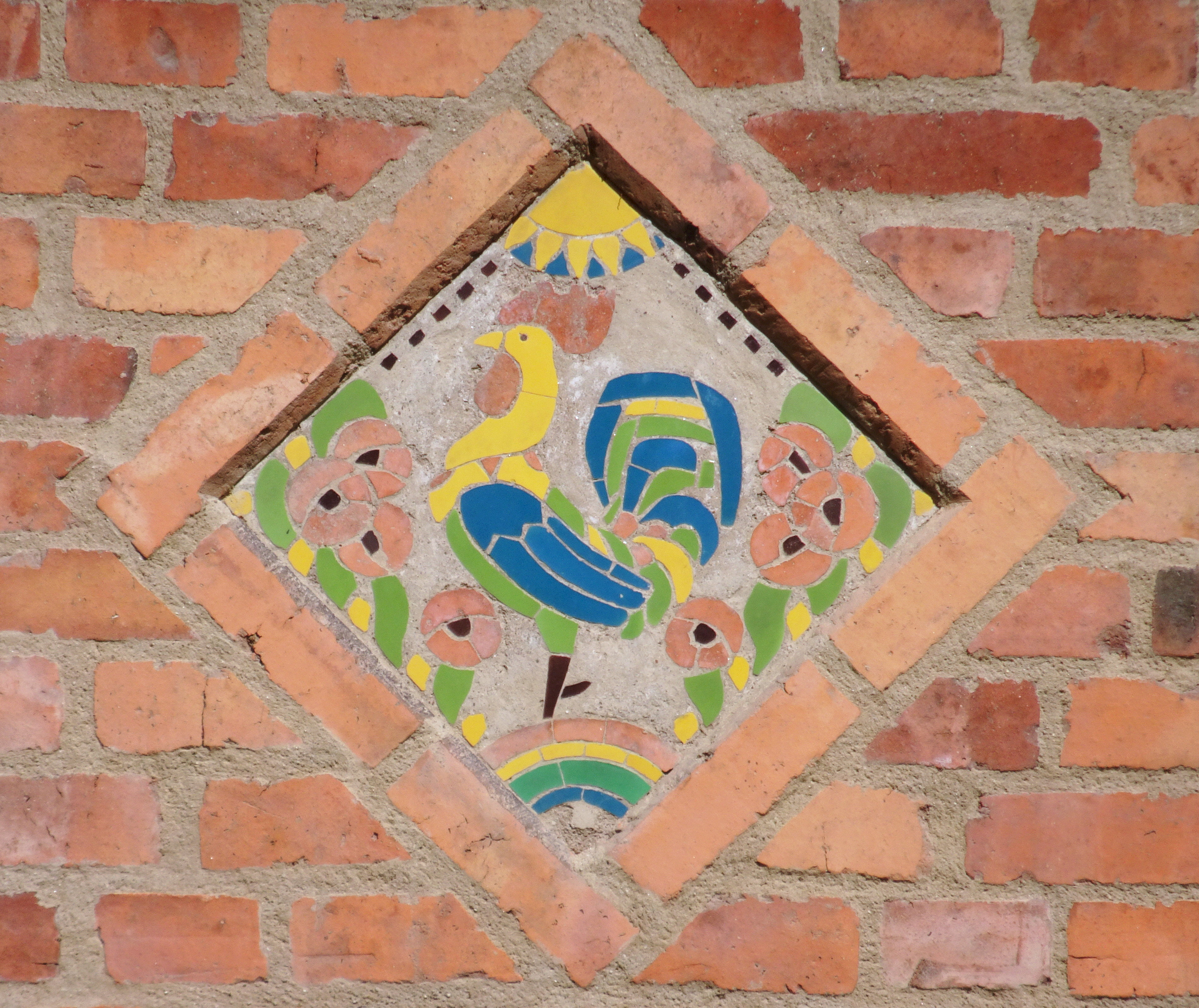
En tupp.
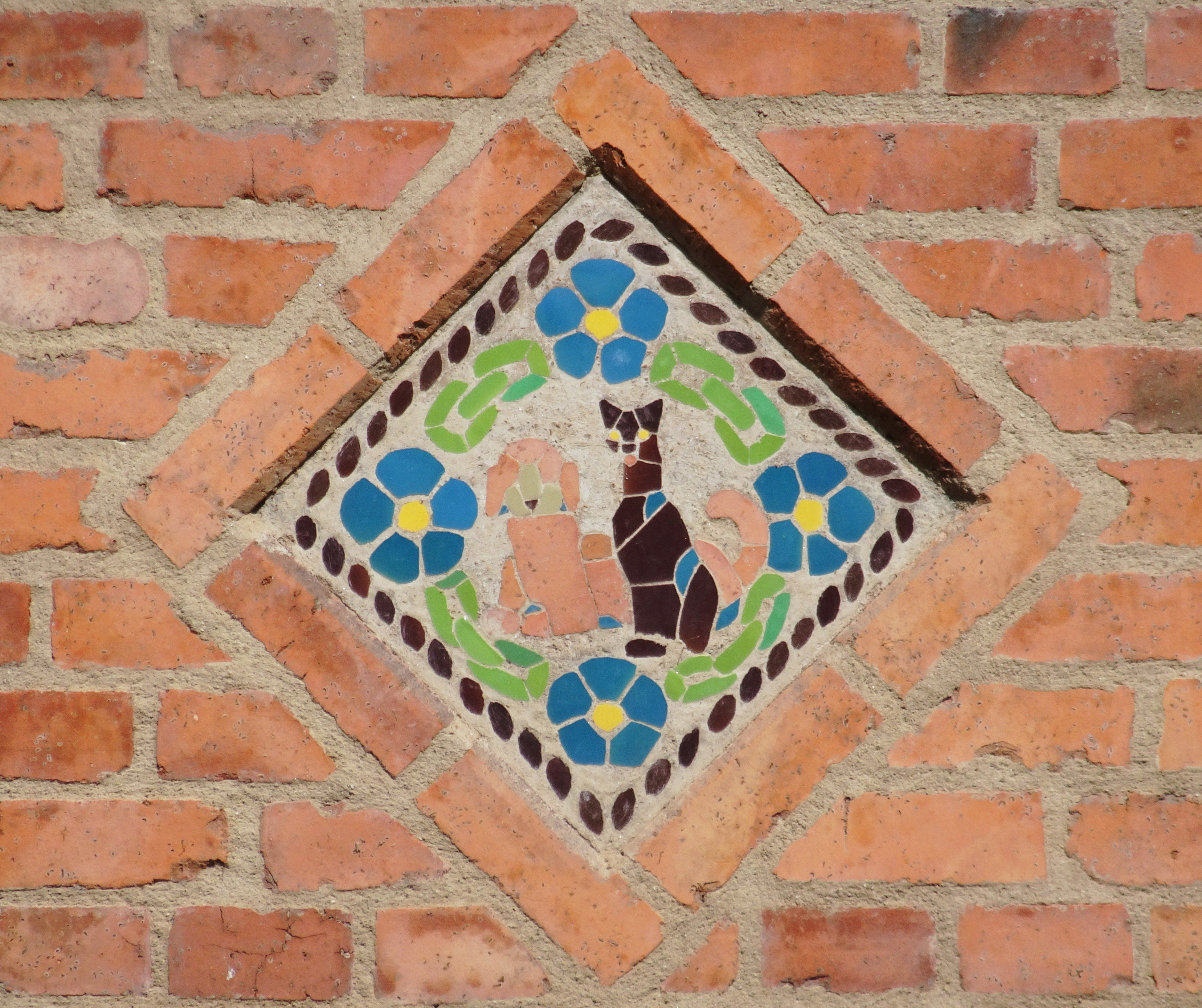
Hund och katt.

Till trädgården och husets entré når man från västra sidan och Balders hages stentrappa. Här passerar man en rundbågig tegelportal där slutstenen bär byggherrens monogram "EB" (Emil Boberg). Däröver syns en gråputsad konsol med blommotiv i röd och grön keramik. Hela arrangemanget utgör en sorts kryssvälvd förstukvist som kröns av en balkong. Denna byggnadsdel låg utanför den fastställda byggnadslinjen vilket markerades på planritningen. Fasaden mot Balders hage domineras av ett burspråk i två våningar som avslutas upptill av en balkong. Ytterligare en balkong (halvrund med smidesräcke) finns på våning en trappa mot Östermalmsgatan. Den hörde ursprungligen till påklädnadsrummet ("toilettrum") som låg mellan barnkammare och föräldrarnas sovrum. På samma sida och källarvåningen märks en stor svartmålad dubbelport som gick till husherrens "automobilgarage".

### Interiör
Av nybyggnadsritningarna från 1910 framgår att huset inreddes med fem lägenheter trots bestämmelser om endast två kök i varje fastighet, där ett mindre kök godkändes i lägenheter för gårdskarlar eller portvakter. På bottenvåningen och våning en trappa låg själva bostaden för husherren och dess familj. I källarvåningen låg en liten bostad om ett rum och kök och egen ingång från gatan, troligen för portvakten eller chauffören. På vindsvåningen fanns dessutom sammanlagd tre dubbletter, alltså uthyrbara lägenheter med dusch och wc men utan kök. På det viset kringgick man nybyggnadsbestämmelserna som gällde för lärk-kvarteren, en metod som tillämpades för de flesta fastigheterna i Lärkan. Det var en tillgång att kunna hyra ut några rum med stred mot stadens intentioner med stadsvillor för endast en familj.

Originalritningar från 1910
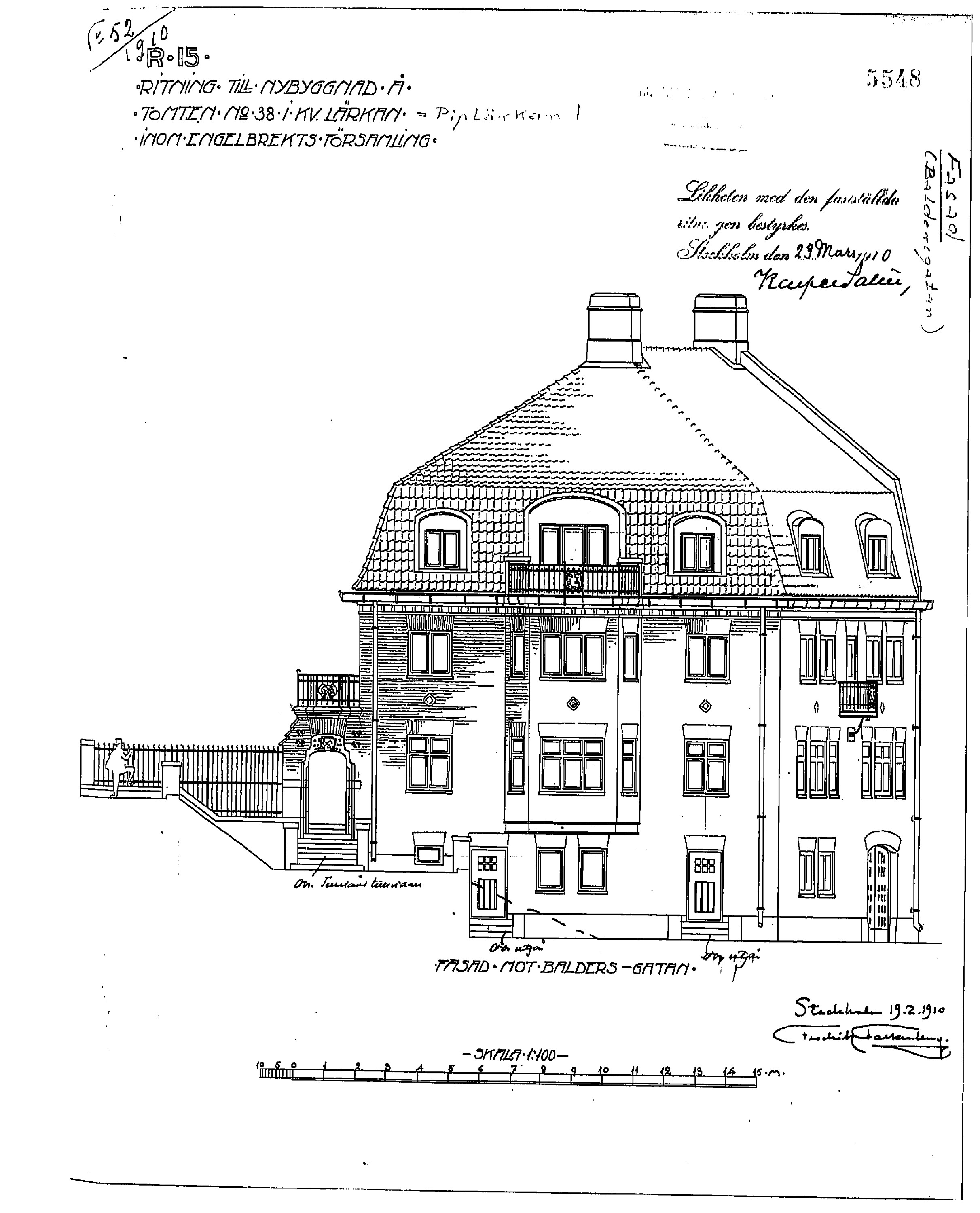
Fasad mot Baldersgatan.
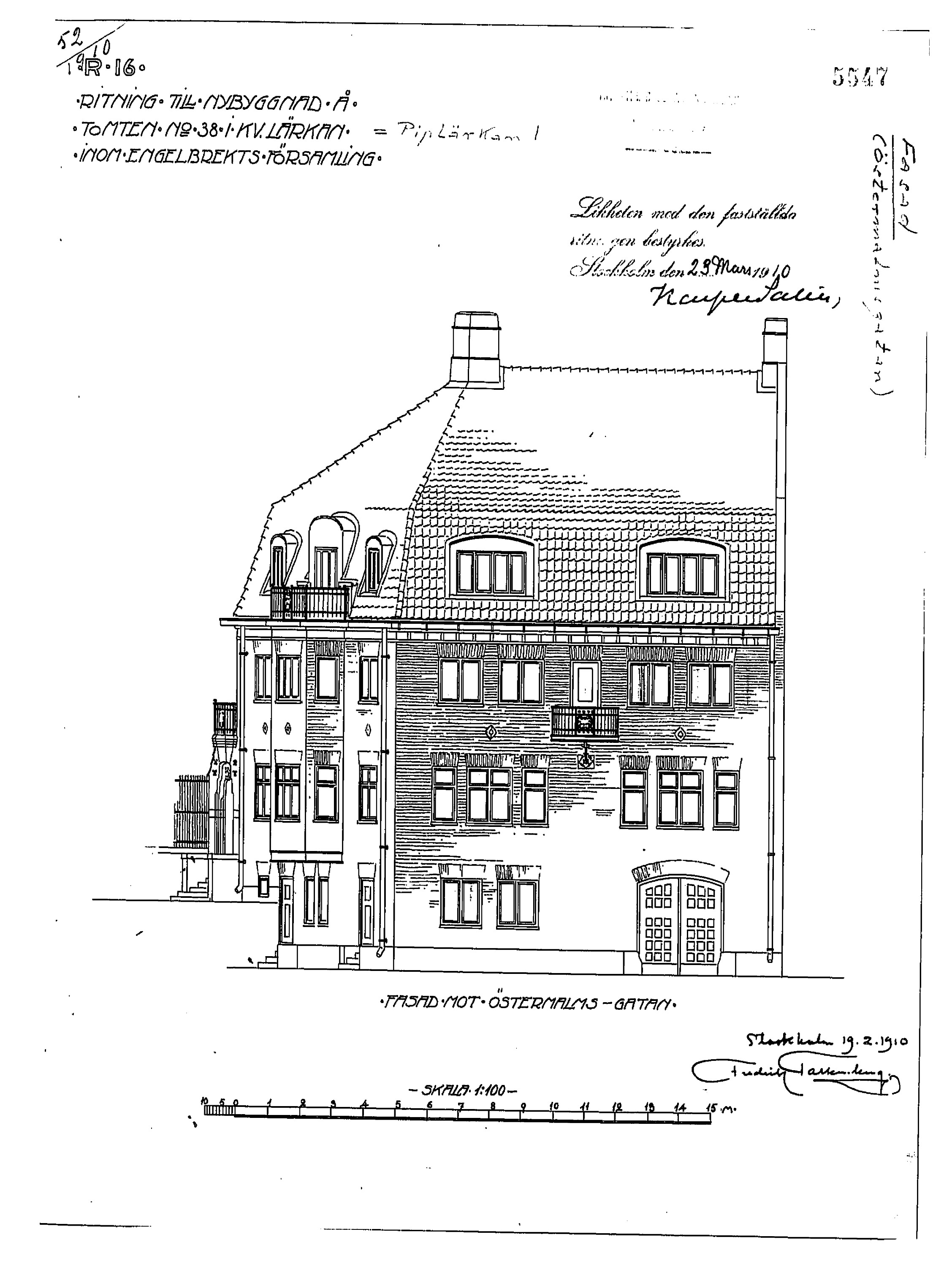
Fasad mot Östermalmsgatan.
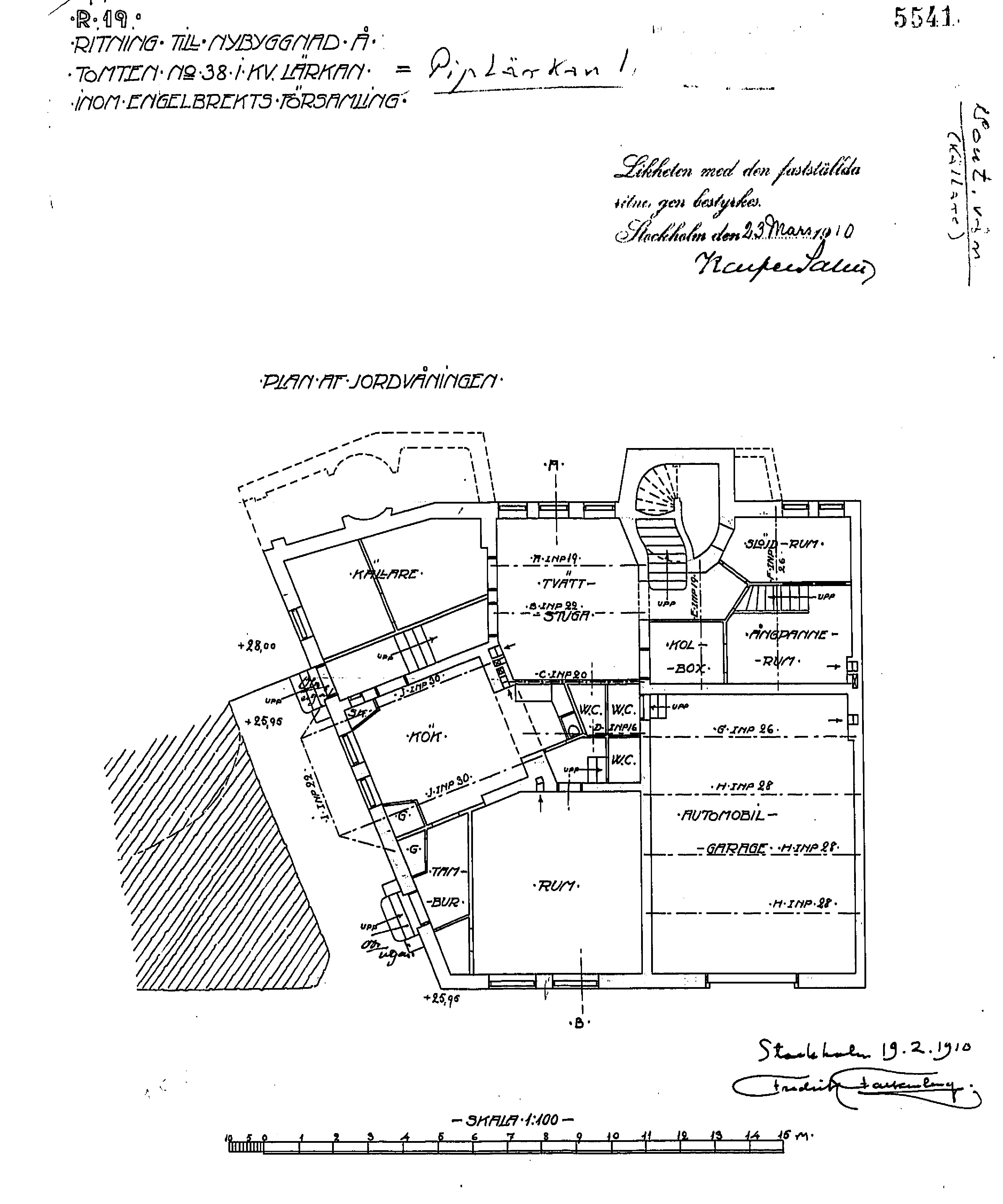
Källarvåning.
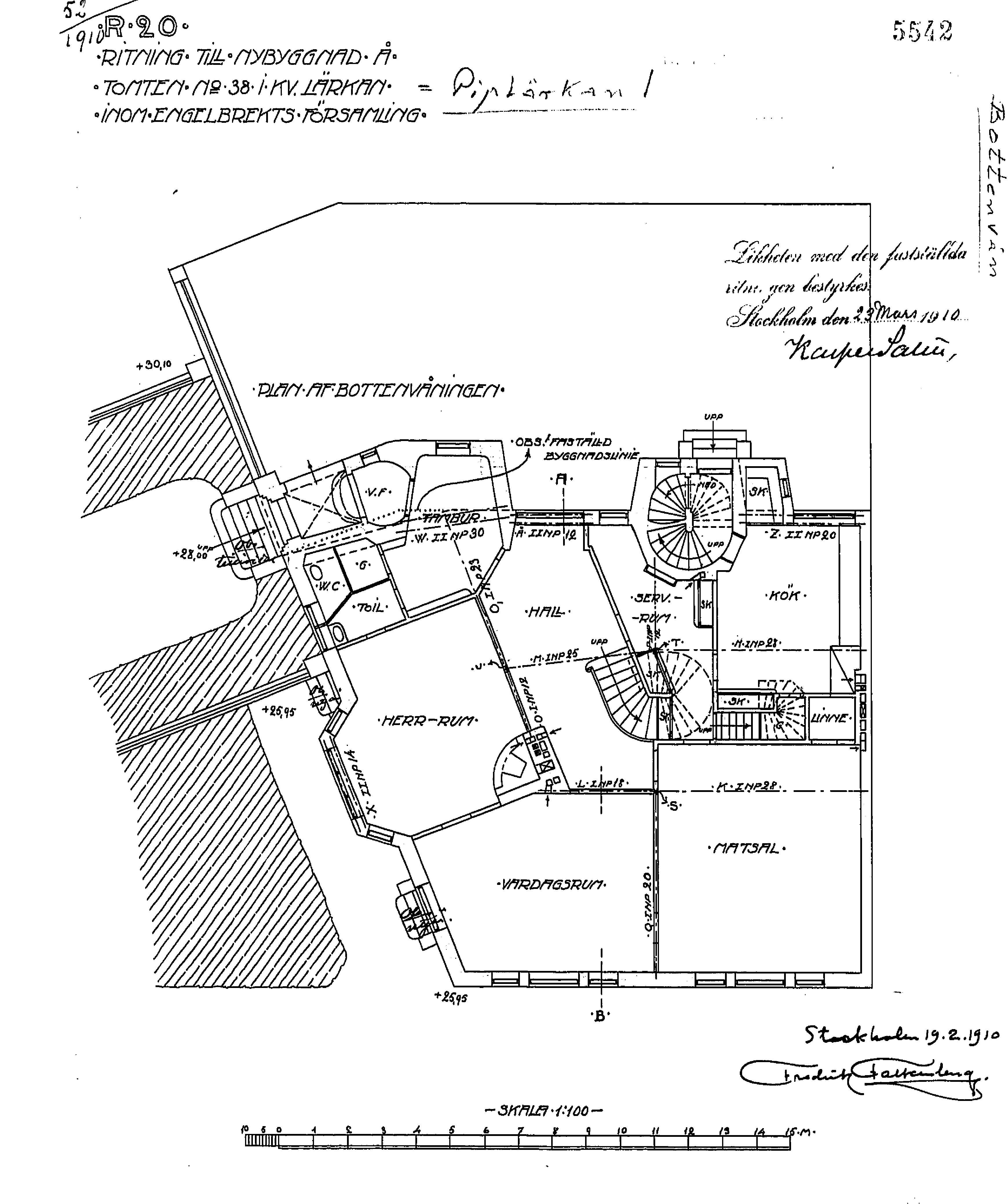
Bottenvåning.
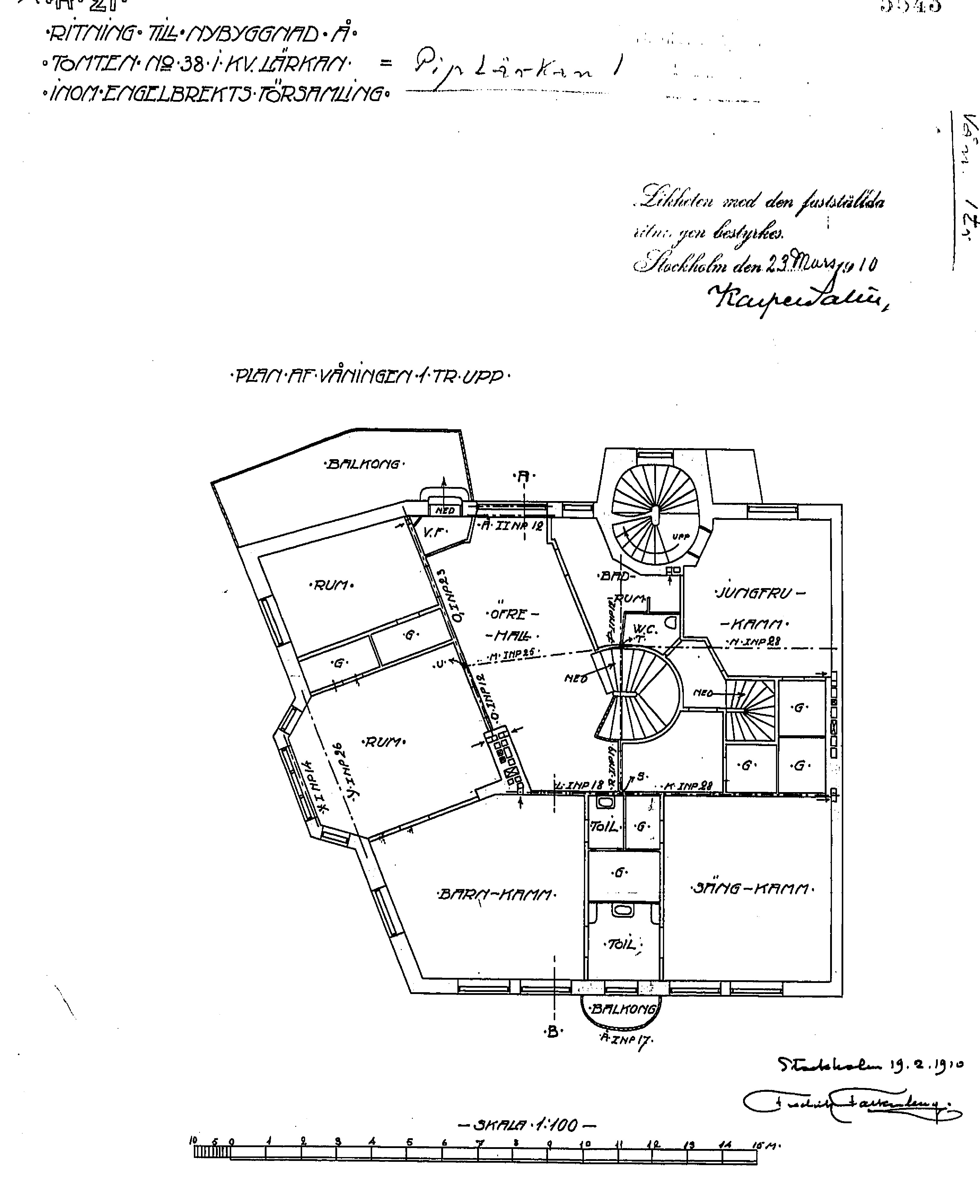
Våning 1 trappa.
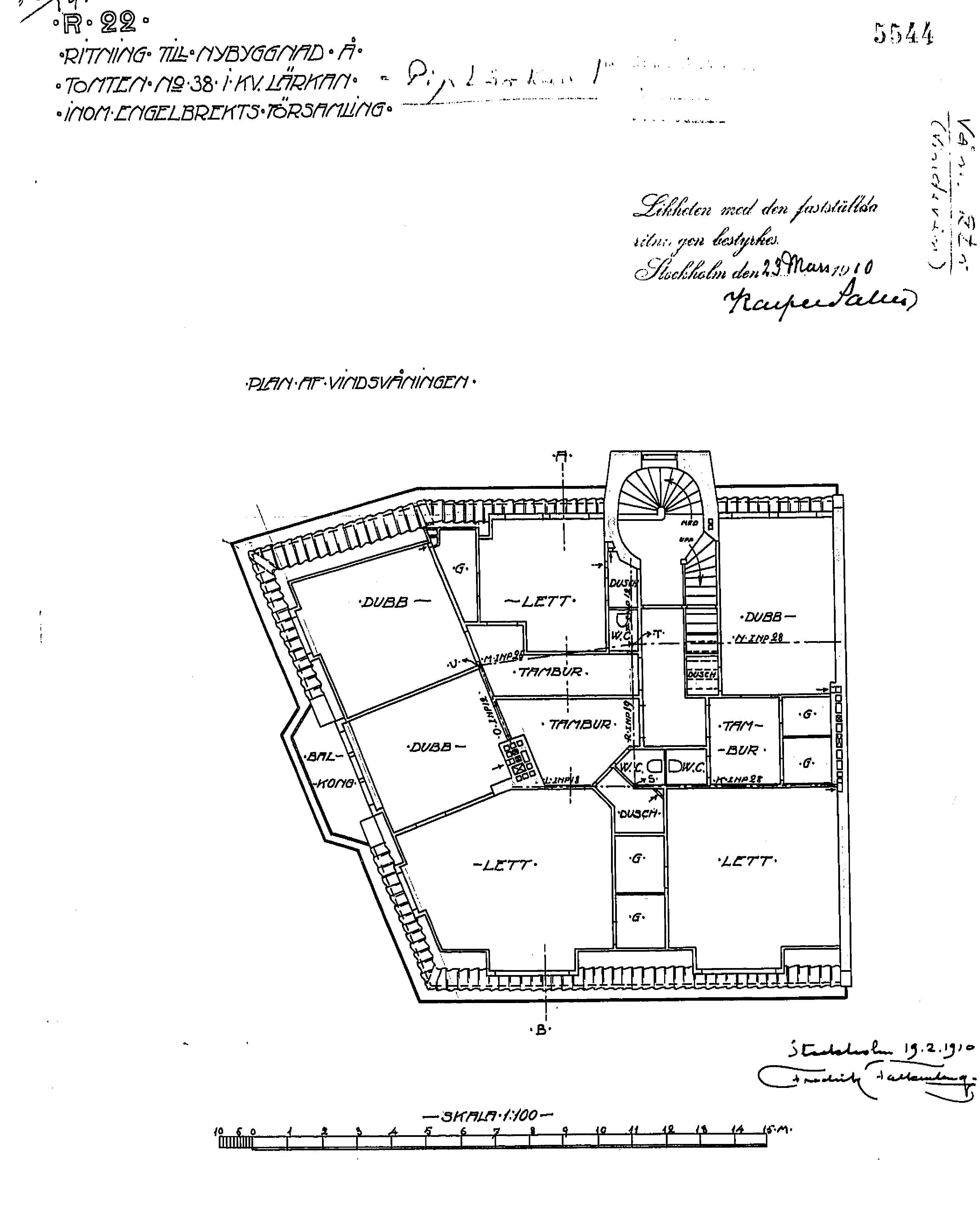
Vindsvåning.
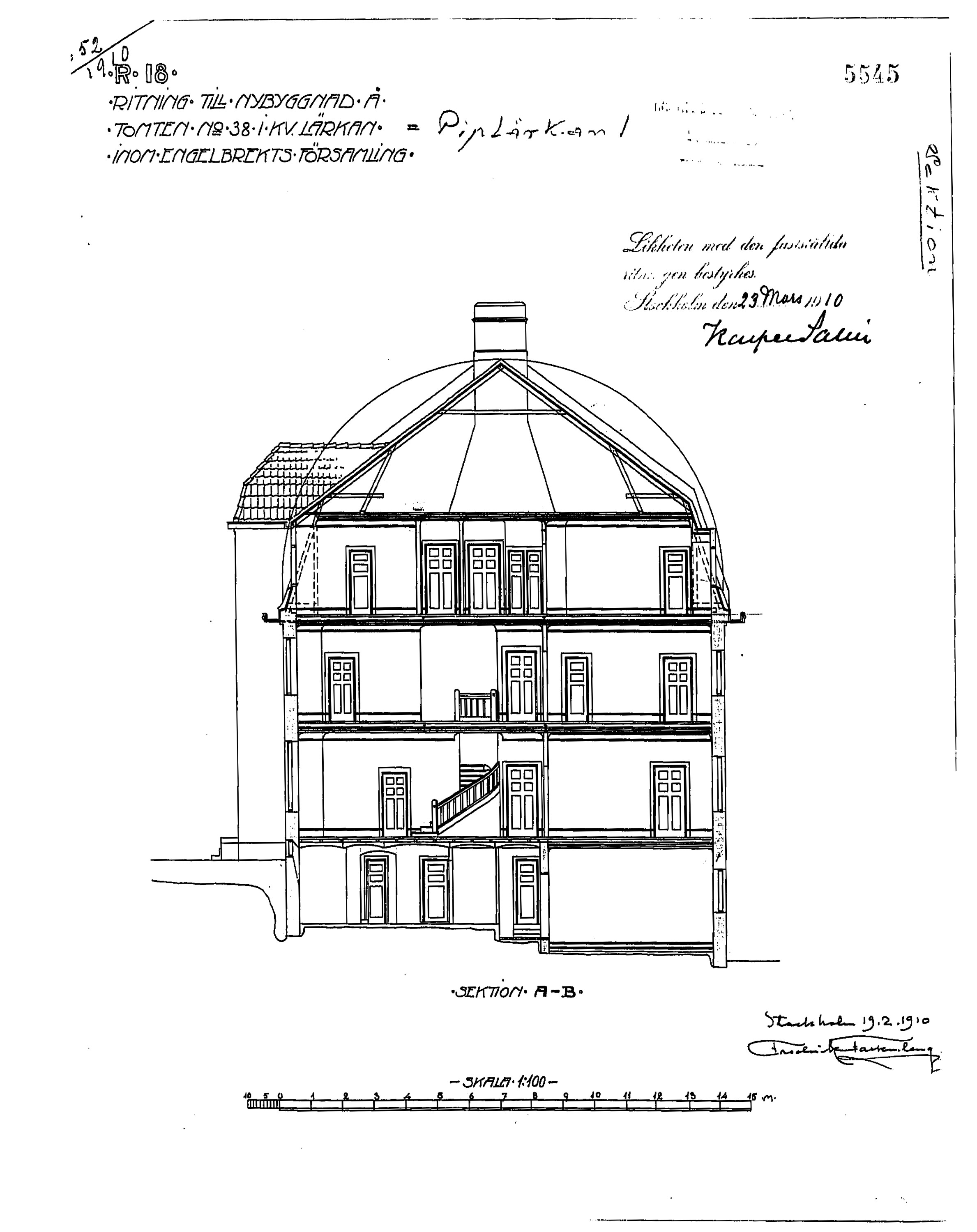
Sektion.

### Rumsfördelningen 1910
Rumsfördelningen var enligt arkitektritningarna från 19 februari 1910 följande:
- Källarvåning – pannrum, tvättstuga, pannrum, kol box, källarförråd, rum med kök, automobilgarage
- Bottenvåning – entré, tambur, stor hall med interntrappa upp till våning 1 trappa, kök med egen ingång från kökstrappan, herrum, vardagsrum och matsal i fil mot gatan
- Våning 1 trappa – övre hall, två rum, sängkammare och barnkammare mot gatan, badrum, jungfrukammare och kökstrappa mot gården
- Vindsvåning – tre dubbletter

### Husets vidare öden
Enligt Stockholms adresskalender från 1926 ägdes Piplärkan 1 då fortfarande av Emil Boberg. På 1970-talet uppger Stadsmuseets byggnadsinventering Saab-Scania AB som ägare med kontorsverksamhet i huset samt i grannbyggnaden Piplärkan 2. Idag (2022) ägs fastigheten av ELC FASTIGHETER AB som hyr ut husets lägenheter.

## Nutida bilder

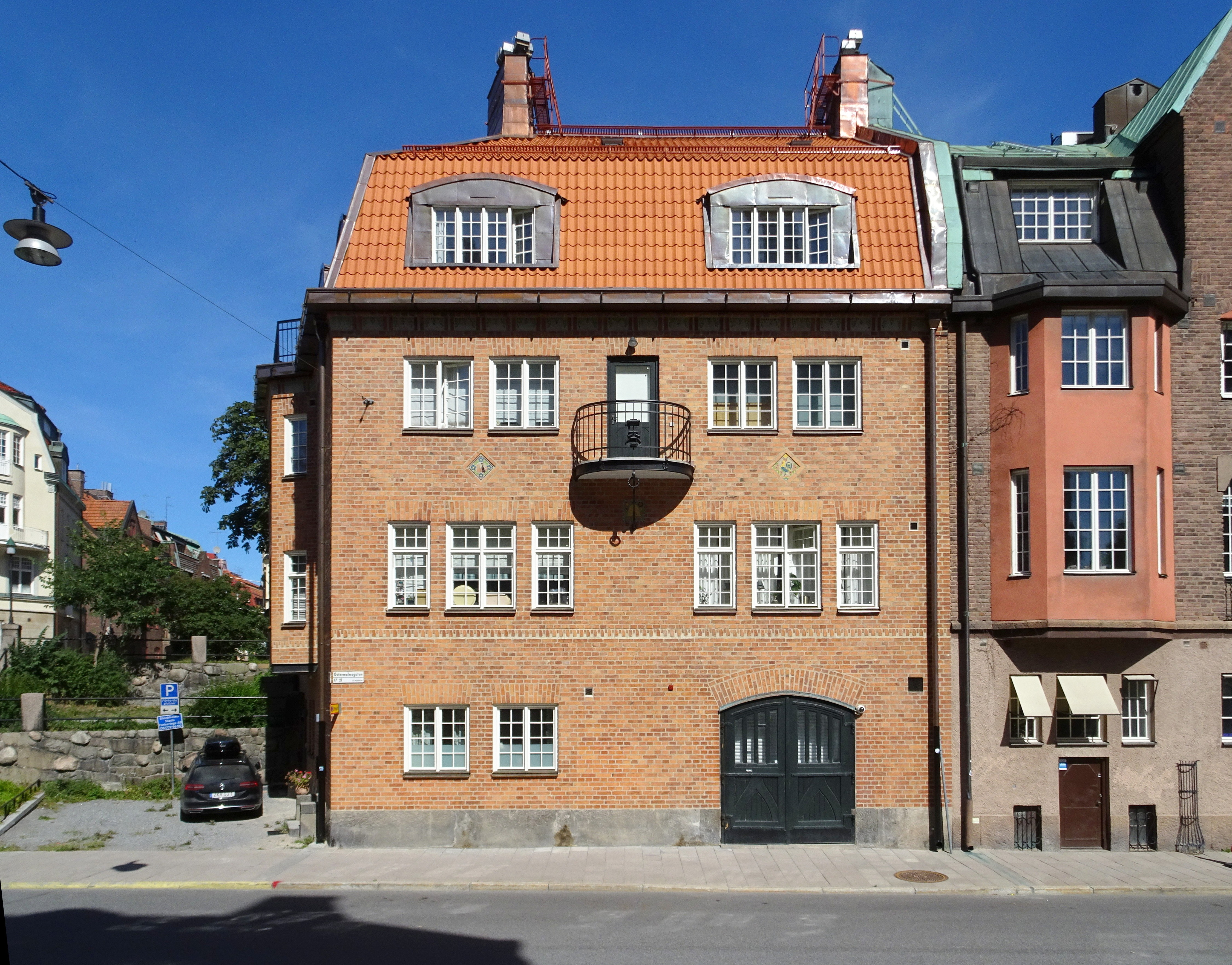
Fasad mot Östermalmsgatan.
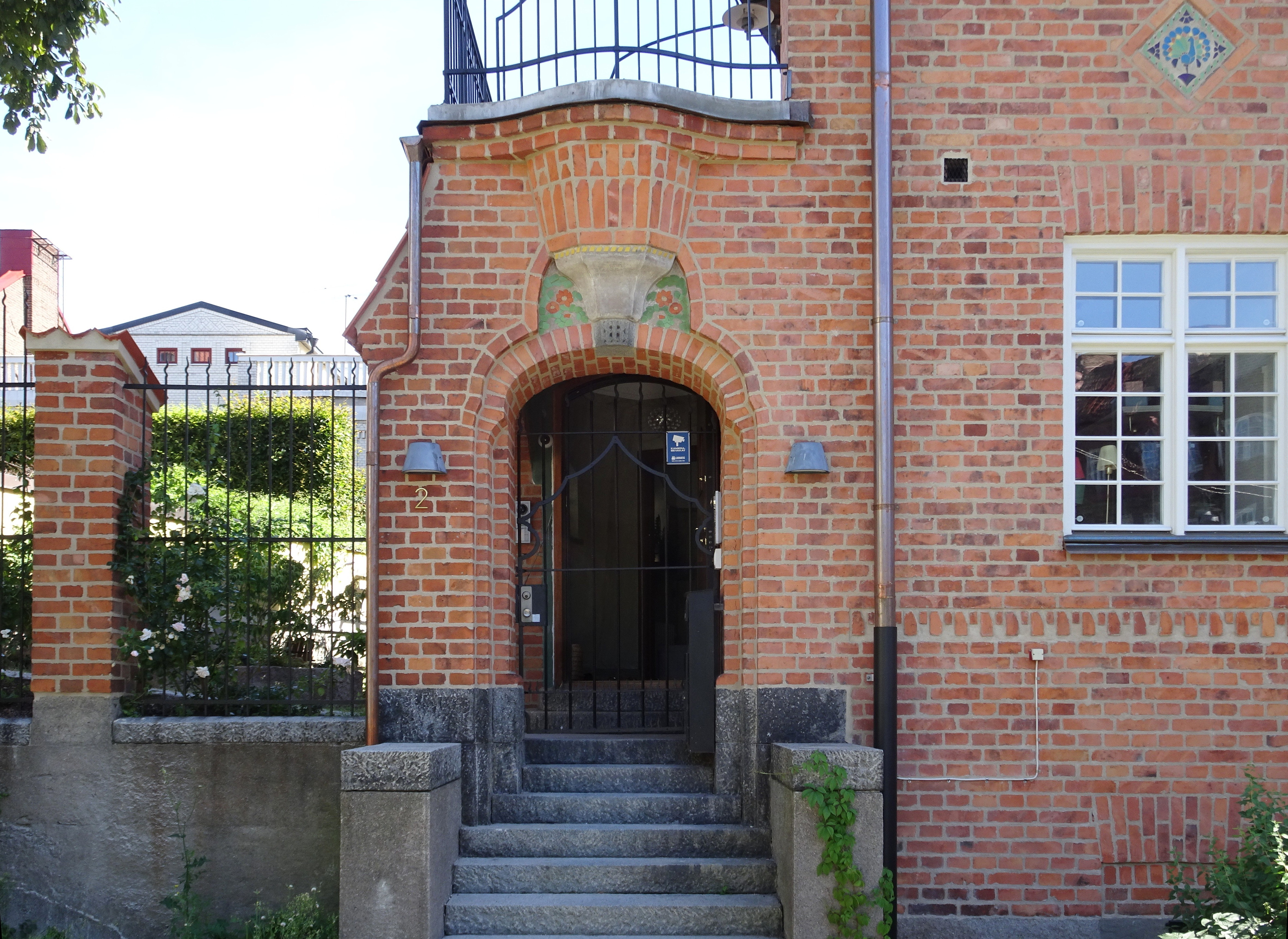
Entrén sedd från Balders hages trappa.
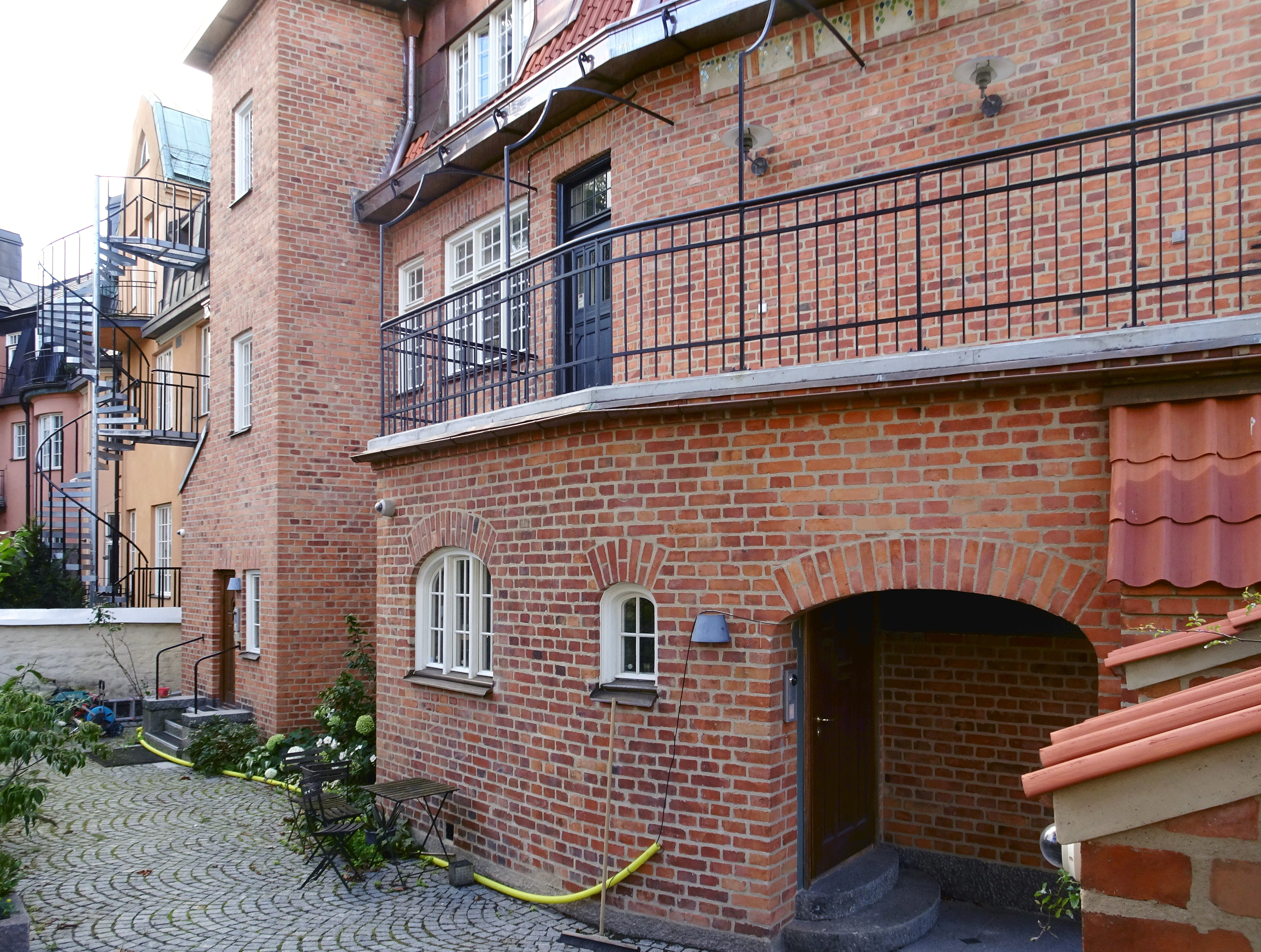
Entrén sedd från gårdssidan med kökstrappan i bakgrunden.
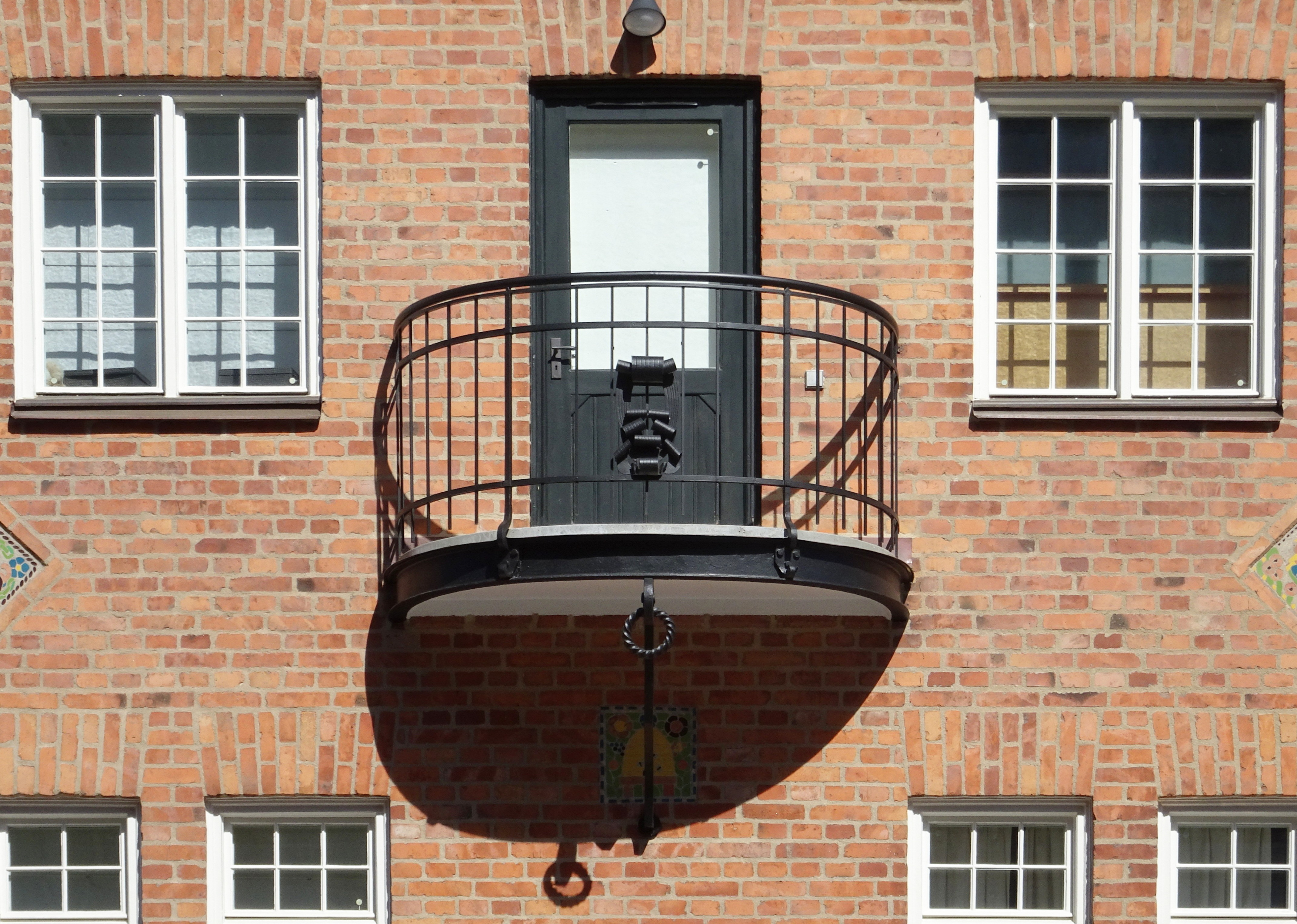
Balkong mot Östermalmsgatan.

### Noter

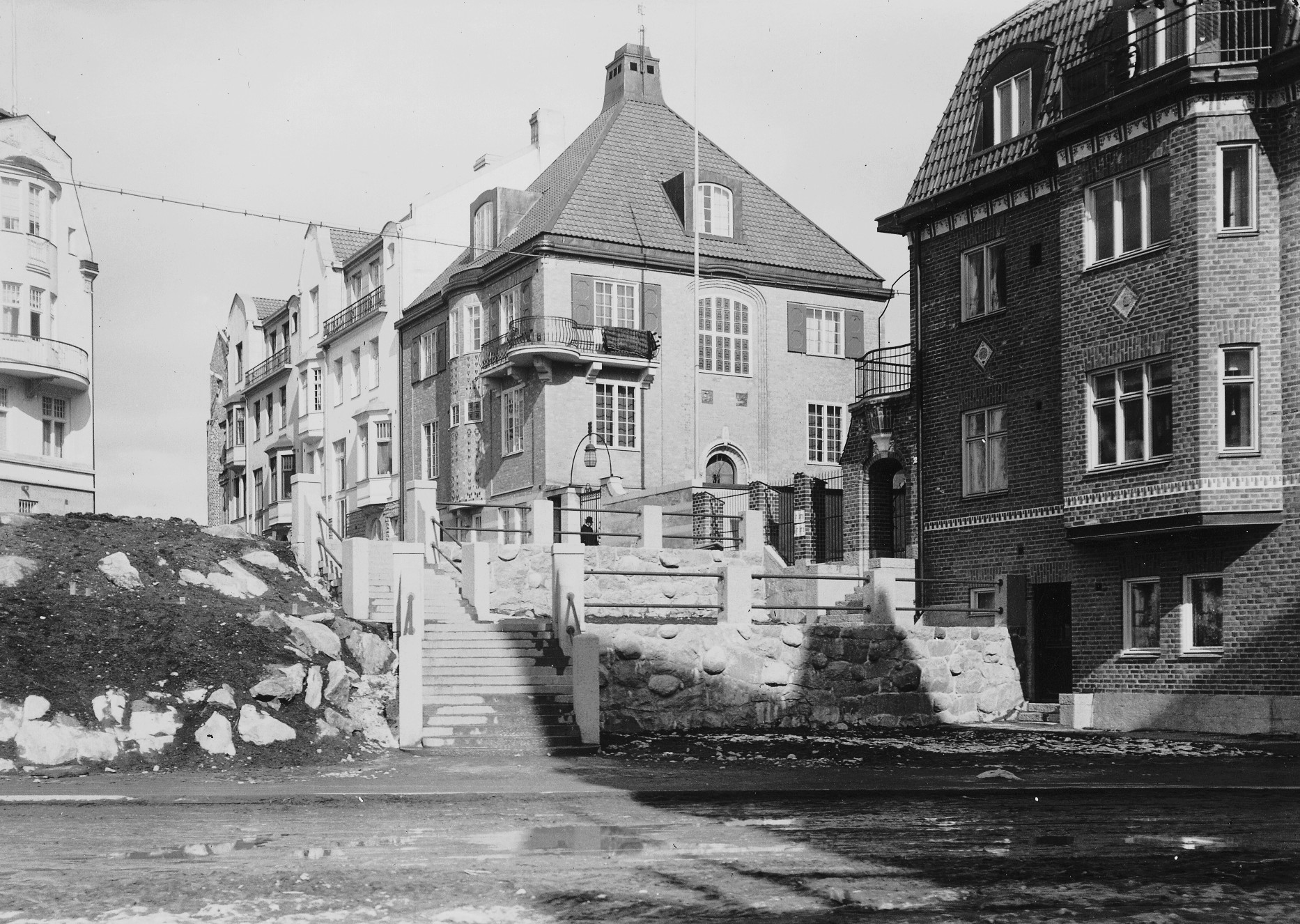
Piplärkan 1 (närmast till höger) och ovanför Balders hages stentrappan syns Piplärkan 2 och Piplärkan 3, 1911.